# Медведева, Ирина Александровна
Ири́на Алекса́ндровна Медве́дева (бел. Ірына Аляксандраўна Мядзведзева; род. 14 августа 1982, Бобруйск, Могилёвская область, Белорусская ССР, СССР) — белорусская и российская актриса и певица. Более известна по скетч-шоу «6 кадров».

## Биография
Родилась 14 августа 1982 года в Бобруйске. В 2003 году окончила Белорусскую академию искусств в городе Минске.
Училась в 16 школе города Бобруйска.
С 2003 по 2004 год работала актрисой Театра Белорусской Армии.

### Театр
Исполняет заглавную роль в 3D-мюзикле «Пола Негри» на сцене Центрального академического театра Российской Армии с 2013 года.
Играла роль Нины Сарафановой и Натальи Макарской в спектакле «Старший сын» по одноимённой пьесе Александра Вампилова.
Играет роль Лили Брик в Городском мюзикле «Маяковский» в Театре Луны (АНО «Музыкальное сердце театра») с 2018 года.

### Телевидение и кино
На киноэкране дебютировала в 1999 году эпизодической ролью комсомолки в сериале «Ускоренная помощь». После окончания Белорусской академии искусств снялась в небольших ролях в сериалах «Команда» и «Мужчины не плачут». Снималась в фильме «Возвращение тридцатого», боевике «Агония страха», сериале «Кадетство».
В апреле 2004 года победила в реалити-шоу канала RenTV «Факультет юмора». В 2005 году вошла в состав группы актёров скетч-шоу «Дорогая передача» (RenTV). С 2006 года и до закрытия программы в начале 2014 года снималась в скетч-шоу «6 кадров» на канале СТС.
На Минском телевидении дебютировала в 2002 году, она начала работать в передаче «velcom SMS Top 10» на Первом музыкальном канале.
С 8 сентября по 15 декабря 2013 года в паре с фигуристом Повиласом Ванагасом — участница телешоу Первого канала «Ледниковый период-4». С 8 по 11 сентября 2014 года вела ток-шоу «О самом главном» (РТР) с Сергеем Агапкиным.

### Музыка
Исполнительница романсов. В возрасте 18 лет получила приз «За лучший дебют» на фестивале «Читают и поют актёры» в Минске за романс «А напоследок я скажу». Двумя годами позже на том же фестивале получила Гран-при за исполнение песен «Страдальная» и «Польская».
С Русланом Алехно исполняла песни «Надо подумать» (2012) и «Сердце из стекла» (2013).
В выпуске шоу «Привет, Андрей!» от 16 декабря 2023 года исполнила песню Андрея Губина «Ночь».

### Личная жизнь
Мать — Тамара Тимофеевна Медведева. Отец — Александр Михайлович Медведев (род. 21 мая 1955 — умер от рака в 2017 году).
18 июля 2009 года вышла замуж за Руслана Алехно (род. 14 октября 1981), певца и участника проекта «Народный артист», с которым до этого встречалась в течение 5 лет. В 2011 году они развелись.
5 июля 2018 года вышла замуж за французского бизнесмена Гийома Буше, младше её на несколько лет. 19 июня 2019 года родился сын. 22 октября 2021 года родилась дочь.
Из Франции в Россию приезжает только к матери и на разные мероприятия, но муж недоволен её поездками, хотя он познакомился с ней на Красной площади.
Благотворительность и участие в экологических проектах
Является спонсором международного астрономического проекта "Nord astra"  по поиску внеземных цивилизаций в приполярных областях звёздного неба.
Неоднократно оказывала поддержку экологическому проекту по сохранению эндонимического  вида гигантских усатых тараканов Ingens mustachioed blatta, обитающих исключительно в деревне Ухвище Витебской области Беларуси.

## Фильмография
| Год       |     | Название                   | Роль                      |
| --------- | --- | -------------------------- | ------------------------- |
| 2001      | с   | Ускоренная помощь 2        | Комсомолка                |
| 2001      | кор | Романс о влюблённых        | Имя персонажа не указано  |
| 2003      | с   | Герой нашего племени       | Ольга                     |
| 2003      | с   | Команда                    | продавщица Оля            |
| 2004      | с   | Мужчины не плачут          | официантка Лена           |
| 2005      | ф   | Возвращение тридцатого     | Оксана                    |
| 2006      | ф   | Неверность                 | лаборантка                |
| 2007      | с   | Агония страха              | Алиса                     |
| 2007      | с   | Кадетство 2                | Света                     |
| 2007—2008 | с   | И всё-таки я люблю…        | секретарь в суде          |
| 2008      | ф   | Тариф «Новогодний»         | девушка в костюме цыганки |
| 2009      | ф   | Неуд по любви              | Света                     |
| 2010      | ф   | Глухарь. «Снова Новый!»    | Света                     |
| 2011      | ф   | Парень с Марса             | Маша Зайцева              |
| 2011      | с   | След                       | Дарья Гордеева            |
| 2011      | ф   | Ласточкино гнездо          | Полина Орлова             |
| 2012      | ф   | Большая ржака              | Надя                      |
| 2012      | ф   | Джунгли                    | Ира                       |
| 2012      | ф   | Новогодний брак            | Мария                     |
| 2012      | ф   | Отдам котят в хорошие руки | Ира                       |
| 2012      | ф   | Ошибки любви               | Зина                      |
| 2012      | ф   | Удача напрокат             | Кристина Юрьевна          |
| 2011—2014 | с   | Ералаш                     | мать девочки              |
| 2014      | ф   | Муж счастливой женщины     | Ирина Александровна       |
| 2015      | ф   | Память осени               | Дуня, дочь Виктора        |
| 2021      | ф   | МиниМакс                   | секретарша                |
| 2020      | с   | Новая жизнь Маши Солёновой | Лиза                      |
| 2021      | ф   | Лётчик                     | Надежда Нечаева, певица   |
| 2023      | ф   | Человек ниоткуда           | Анна, фармацевт           |

## Озвучивание фильмов
- 2008 — Бобро поржаловать! — Аннабелль Деконнак (Анн Маривен)
- 2008 — Мы — легенды
- 2018 — Чудо-юдо — Варвара
- 2021 — Кощей. Начало — Баба Яга (Ядвига Петровна)

## Участие в телепередачах
- 2004 — Факультет юмора (Рен-ТВ)
- 2005 — Дорогая передача (Рен-ТВ)
- 2005—2014 — 6 кадров (СТС)
- 2008 — Детские шалости (СТС)
- 2009 — Самый умный (СТС)
- 2010—2017 — Кто хочет стать миллионером? (Первый канал)
- 2010 — Случайные связи (СТС)
- 2010—2014 — Большие гонки (Первый канал)
- 2013 — Ледниковый период-4 (Первый канал)
- 2014 — Симфония экрана (документальный фильм, Россия К)
- 2014 — О самом главном (Россия 1)
- 2016 — Угадай мелодию (Первый канал)
- 2016 — КиношоУ (НТВ)
- 2017 — Короли фанеры (Первый канал)
- 2018 — Пятеро на одного (Россия 1)
- 2018 — Игра в кино (Мир)
- 2018—2023 — Привет, Андрей! (Россия 1)
- 2018 — Судьба человека с Борисом Корчевниковым (Россия 1)
- 2019 — Сегодня. День начинается (Первый канал)
- 2020 — Три аккорда (Первый канал)
- 2021 — Назад в будущее (Мир)
- 2023 — Перепой звезду (Первый канал)

## Награды
- Приз конкурса «Читают и поют актёры» в Минске, в номинации «Лучший дебют» (2000)[2]
- Гран-при конкурса «Читают и поют актёры» в Минске (2002)[2]
- Гран-при фестиваля-конкурса актёрской песни им. Андрея Миронова (2005)[2]